# Electrogaz Football Club
L'Electrogaz Football Club est un club rwandais de football fondé en 2007.

## Histoire
Le club évolue en première division pendant trois saisons, de 2007 à 2010. Il réalise sa meilleure performance lors de la saison 2008-2009, où il se classe cinquième du championnat, avec un total de 8 victoires, 3 nuls et 11 défaites.